# Estany Pudent
L'estany Pudent és una llacuna situada al nord de Formentera. Té una extensió de 3,5 km² i una profunditat màxima de 4 m a la zona central. Pertany a la parròquia de Sant Ferran de ses Roques i afronta amb les véndes de ses Salines, es Molí – s'Estany i es Brolls. Està inclòs en el parc natural de ses Salines.
Abans també era anomenat l'estany des Flamencs, denominació que indicava l'abundant presència de flamencs en els seus aiguamolls, però ha prevalgut la denominació popular de Pudent degut a la mala olor que feia antigament a l'estiu. Originalment era una llacuna d'aigua dolça i les aigües estancades facilitaven la propagació de malalties. Al segle xviii es va construir el canal de sa Séquia comunicant-lo amb el mar amb l'objectiu de sanejar les aigües i obtenir aigua salada per l'explotació de les salines. Avui les aigües són hipersalines. Quan bufa el vent ran de l'aigua s'enduu borrallons d'escuma salada que rodola pel camí que el voreja.
La zona de ponent de l'estany s'anomena es Brolls, nom que indica la presència de surgències d'aigua subterrània, els ullals des Brolls, que són visibles fins i tot dins l'estany.
Per les comportes de la séquia es regulava la concentració salina abans de passar als estanys cristal·litzadors. Aquests estanys es troben repartits en dos grups: al nord-oest, prop de la Savina, es troba la petita salina d'en Ferrer; i al nord-est, allargant-se cap Es Trucadors, hi ha el sector més ampli dels estanys d'en Marroig. La salina d'en Ferrer havia sigut adquirida per Josep Ferrer i Verdera, el 1885, i la d'en Marroig per Antoni Marroig i Bonet, el 1873. Avui estan en desús. La carretera de la Savina a es Pujols passa pel mig dels estanys d'en Ferrer.

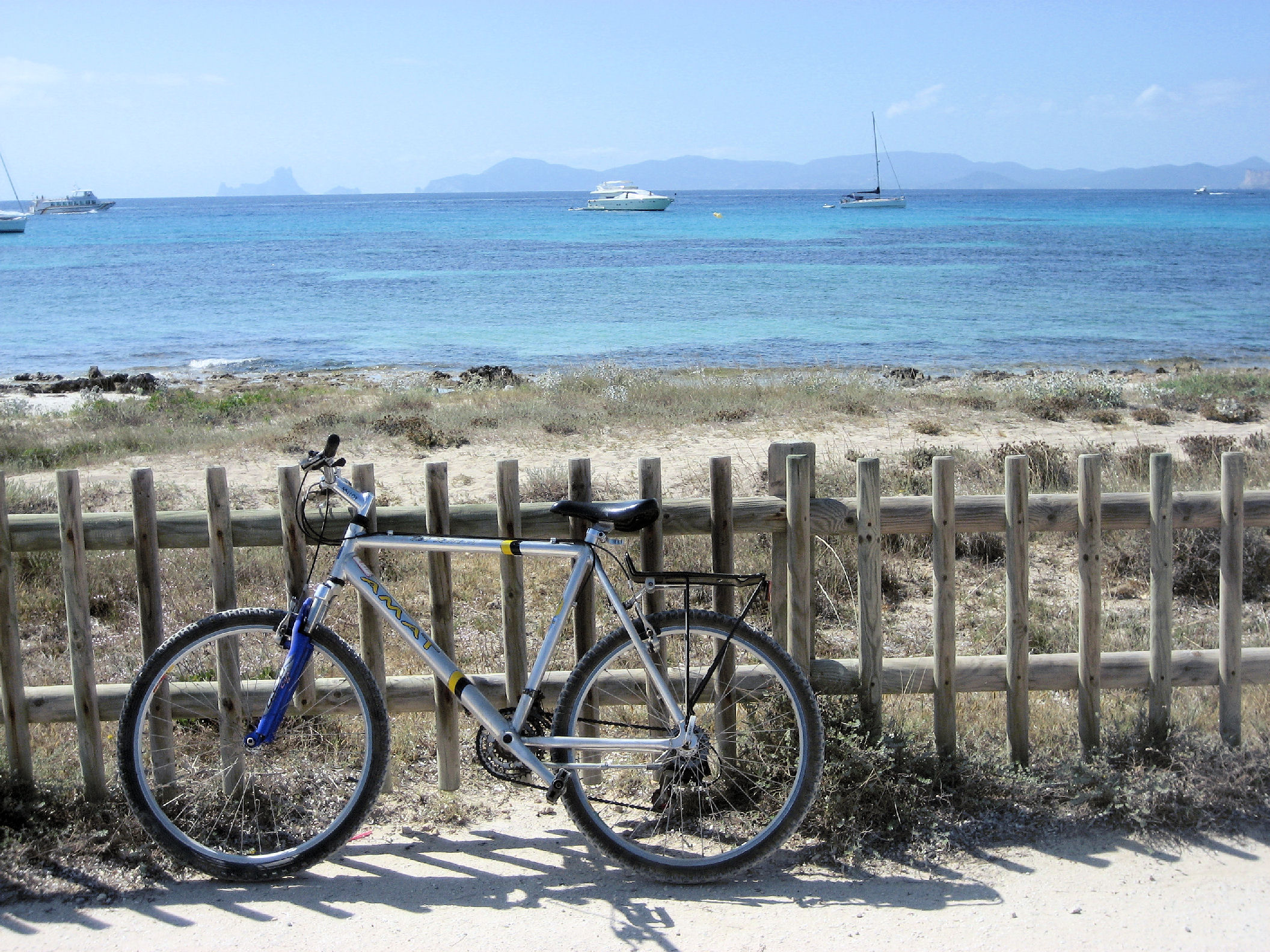
Vista d'Eivissa des del camí de sa Guia, al nord de l'estany Pudent.

El braç de terra al nord, que el separa del mar, es coneix com a sa Guia degut al traçat de l'antiga via de tren. Un pont de pedra permet que la via passi per sobre de sa Séquia. El tren transportava la sal des dels estanys del nord fins a l'embarcador de la Savina anomenat es Guafe, probablement de l'anglès wharf.
A l'oest, en un petit promontori que entra en l'estany, es va descobrir, el 1974, el Sepulcre megalític de Ca na Costa datat entre el 1850 i el 1600 aC. Popularment es coneix com es Rellotge degut a la seva disposició geomètrica en forma d'estrella. A l'altra banda de l'estany, en la vénda des Brolls, es troba el cementiri actual de l'illa.
Una rondalla popular explica que abans era una hisenda de terra de conreu. La disputa per l'herència entre dues germanes va acabar amb maleficis, i un cop de mar va negar la hisenda. Diuen que en dies de calma es poden veure unes ruïnes de cases en el fons de l'estany.

## Base d'hidroavions
El 1929 el rei Alfons XIII va visitar l'illa amb motiu d'unes maniobres navals. Els militars van inspeccionar l'estany per usar-lo com a base d'hidroavions. La base no va ser efectiva fins al 1936 quan els franquistes la van emprar com a base avançada depenent de Pollensa, i amb l'ajut del III Reich que va construir un dipòsit subterrani de combustible i fou desmantellada en 1953.
Inicialment disposava de tres Dornier Do 17 del grup de reconeixement marítim 1-G-70 i una estació de ràdio servida per operadors alemanys, però aviat es van unir altres aparells, entre altres Heinkel He 59 de la Legió Còndor. Els hidroavions realitzaven missions de reconeixement, atac i bombardeig lleuger des de la base.